# Schizopolis
Pour plus de détails, voir Fiche technique et Distribution.
Schizopolis est une comédie expérimentale américaine réalisée par Steven Soderbergh et sortie en 1996. Le réalisateur se met lui-même en scène ainsi son ex-femme, Betsy Brantley, dans un film totalement délirant et satirique et qui ne suit pas du tout une logique linéaire.

## Synopsis
Schizopolis est un film sur le langage à travers l'histoire d'un homme, de celui qu'il aimerait être, et de sa femme....

## Fiche technique
Il n'y a aucun crédits et générique dans le film
- Titre original et français : Schizopolis
- Titre original complet : Steven Soderbergh's Schizopolis
- Réalisation et scénario : Steven Soderbergh
- Musique : Steven Soderbergh, Cliff Martinez et Jeff Rona
- Photographie : Steven Soderbergh
- Montage : Sarah Flack
- Production : John Hardy et John Lawrence Ré
- Sociétés de production : .406 Production et Universal Pictures
- Sociétés de distribution : ARP Sélection (France), Northern Arts Entertainment (États-Unis), Wellspring Media (États-Unis, vidéo), ARP Sélection (France)
- Genre : comédie expérimentale
- Budget estimé : 250 000 dollars[1]
- Pays de production :  États-Unis
- Format : couleur - 1.85:1
- Langue originale : anglais
- Dates de sortie[2] : 
  - France : 18 mai 1996 (festival de Cannes - projection spéciale hors compétition[3])
  - Canada : 13 septembre 1996 (festival de Toronto)
  - France : 2 avril 1997
  - États-Unis : 9 avril 1997

## Distribution
- Steven Soderbergh : Fletcher Munson / Dr Jeffrey Korchek
- Betsy Brantley : Mme Munson / belle femme n°2
- David Jensen : Elmo Oxygen
- Mike Malone : T. Azimuth Schwitters
- Eddie Jemison : l'homme aux chiffres sans nom
- Scott Allen : l'homme à la main droite
- Katherine La Nasa : Diane
- Silas Cooper : l'homme du couple mystérieux
- Liann Pattison : la femme du couple mystérieux
- Sarah Soderbergh : la fille de Fletcher Munson
- Peter Soderbergh : Lester Richards

## Production
Après les multiples échecs commerciaux de ses films précédents, Steven Soderbergh a voulu faire un film avec un tout petit budget, environ 250 000 dollars. Ainsi, plusieurs personnes occupent plusieurs postes sur le film : David Jensen interprète le personnage d'Elmo Oxygen et est également le directeur de casting du film. De plus, quelques membres de la famille de Steven Soderbergh font partie du casting : son ex-femme Betsy Brantley (ils ont été mariés de 1989⁠ à 1994), sa fille Sarah Soderbergh et son père Peter Soderbergh.
Le réalisateur n'a écrit aucun script, jusque quelques lignes avant le tournage des scènes où il improvisait.
Le tournage a lieu à Baton Rouge en Louisiane.

## Sortie et accueil
Le film est présenté lors d'une avant-première surprise le 18 mai 1996 au festival de Cannes 1996, où il reçoit des critiques négatives. Cela convainc Steven Soderbergh d'ajouter une introduction et une conclusion, rappelant Cecil B. DeMille et son film Les Dix Commandements (1956), pour avertir les spectateurs de Schizopolis : 
« In the event that you find certain sequences or ideas confusing, please bear in mind that this is your fault, not ours. You will need to see the picture again and again until you understand everything. »
« Dans le cas où vous trouveriez certaines scènes ou idées confuses, gardez s'il vous plait à l'idée que c'est de votre faute, pas de la nôtre. Vous devrez voir ce film encore et encore jusqu'à ce que vous compreniez tout. »
Schizopolis ne connait qu'une sortie limitée en salles, jugé trop étrange pour le grand public. Il sortira cependant en vidéo dans la Criterion Collection, avec des commentaires audio dont un dans lequel le réalisateur s'interviewe lui-même.
Sur l'agrégateur américain Rotten Tomatoes, il récolte 61% d'opinions favorables pour 18 critiques et une note moyenne de 6,56⁄10.

## Clin d’œil
Le père du réalisateur, Peter Soderbergh, incarne ici un personnage nommé Lester Richards. Il s'agit d'un clin d’œil au réalisateur Richard Lester, qui a beaucoup influencé Steven Soderbergh.